# Ceropegia cimiciodora
Ceropegia cimiciodora là một loài thực vật có hoa trong họ La bố ma. Loài này được Oberm. mô tả khoa học đầu tiên năm 1933.